# Kathleen Cusick
Pour les articles homonymes, voir Cusick.
Kathleen Cusick est une athlète américaine née le 29 mars 1975. Spécialiste de l'ultra-trail, elle a notamment remporté la Vermont 100 Mile Endurance Run en 2012, 2014 et 2017 ainsi que la Massanutten Mountain Trails 100 Mile Run durant quatre années consécutives de 2015 à 2018 et l'Old Dominion 100 Mile Endurance Run en 2015 et 2019.

## Résultats
| no  | féminin            | Course                                   | Longueur | Départ          | Temps            |
| --- | ------------------ | ---------------------------------------- | -------- | --------------- | ---------------- |
| 16e | Médaille d'argent  | Massanutten Mountain Trails 100 Mile Run | 100 mi   | 15 mai 2010     | 25 h 39 min 55 s |
| 23e | Médaille de bronze | Massanutten Mountain Trails 100 Mile Run | 100 mi   | 14 mai 2011     | 27 h 00 min 30 s |
| 22e | Médaille de bronze | Massanutten Mountain Trails 100 Mile Run | 100 mi   | 12 mai 2012     | 26 h 11 min 10 s |
| 14e | Médaille d'or      | Vermont 100 Mile Endurance Run           | 100 mi   | 21 juillet 2012 | 18 h 51 min 38 s |
| 28e | Médaille de bronze | Massanutten Mountain Trails 100 Mile Run | 100 mi   | 18 mai 2013     | 27 h 13 min 20 s |
| 16e | Médaille de bronze | Massanutten Mountain Trails 100 Mile Run | 100 mi   | 17 mai 2014     | 23 h 58 min 43 s |
| 9e  | Médaille d'or      | Vermont 100 Mile Endurance Run           | 100 mi   | 19 juillet 2014 | 17 h 28 min 20 s |
| 7e  | Médaille d'or      | Massanutten Mountain Trails 100 Mile Run | 100 mi   | 16 mai 2015     | 24 h 31 min 06 s |
| 4e  | Médaille d'or      | Old Dominion 100 Mile Endurance Run      | 100 mi   | 6 juin 2015     | 19 h 06 min 44 s |
| 12e | Médaille d'argent  | Vermont 100 Mile Endurance Run           | 100 mi   | 18 juillet 2015 | 18 h 51 min 18 s |
| 11e | Médaille d'or      | Massanutten Mountain Trails 100 Mile Run | 100 mi   | 14 mai 2016     | 23 h 30 min 13 s |
| 20e | Médaille d'or      | Massanutten Mountain Trails 100 Mile Run | 100 mi   | 6 mai 2017      | 24 h 22 min 09 s |
| 8e  | Médaille d'or      | Vermont 100 Mile Endurance Run           | 100 mi   | 15 juillet 2017 | 17 h 39 min 20 s |
| 13e | Médaille d'or      | Massanutten Mountain Trails 100 Mile Run | 100 mi   | 19 mai 2018     | 24 h 27 min 24 s |
| 9e  | Médaille d'or      | Old Dominion 100 Mile Endurance Run      | 100 mi   | 1er juin 2019   | 20 h 17 min 37 s |
| 13e | Médaille d'argent  | Vermont 100 Mile Endurance Run           | 100 mi   | 20 juillet 2019 | 21 h 52 min 30 s |